# Aonia Mons
L'Aonia Mons è una struttura geologica della superficie di Marte.